# Panzer Dragoon (jeu vidéo)
Pour les autres jeux de la série, voir Panzer Dragoon.
Panzer Dragoon est un shoot 'em up en 3D développé par Team Andromeda pour Sega, sorti sur Saturn le 10 mars 1995 au Japon, puis le 11 mai et le 30 août de la même année, respectivement aux États-Unis et en Europe. C'est le premier épisode de la série Panzer Dragoon.
Il s'agit de l'un des premiers jeux de la Saturn, il a fait partie des titres qui ont construit la renommée de la console à sa sortie. En effet, pour l'époque, les graphismes étaient révolutionnaires et donnaient une dimension nouvelle aux shoot 'em up des 16-bits. Quant aux musiques, elles étaient orchestrales.
Le jeu a été réédité sur PlayStation 2 sous le titre Sega Ages 2500 Series Vol. 27: Panzer Dragoon. Un remake, intitulé Panzer Dragoon: Remake, est sorti sur Nintendo Switch le 26 mars 2020.

## Histoire
Réalisé entièrement en 3D, le jeu met le joueur dans la peau de Kyle, un Chevaucheur de Dragon. Sur le dos de la bête, il doit abattre, à l'aide d'un viseur, une multitude d'ennemis qui surgissent sur l'écran, pendant que le Dragon suit un chemin précalculé dans les décors 3D (qui a inspiré le nom de Rail Shooting, jeu de shoot sur rails).
Le jeu commence par une scène cinématique de plusieurs minutes, qui sert à présenter le monde de Panzer Dragoon (qui n'est pas qu'un simple shoot, mais un univers à part entière).
Dans un monde ravagé par une guerre totale il y a des milliers d'années, les peuples se reconstruisent peu à peu. L'Empire se démarque rapidement en tant que nouvelle force militaire dominante et annexe peu à peu les peuplades voisines, grâce aux technologies des Anciens, perdues lors la Guerre, mais retrouvées par l'Empire lors de fouilles des ruines de l'Ancien Âge, disséminées à travers le monde. L'Empire fit la découverte d'une Tour mystérieuse, relique de l'Ancien Âge, qui leur a fourni de nombreux armements et vaisseaux, mais cette Tour renferme probablement un autre pouvoir inimaginable, mais personne à l'Académie de l'Empire n'a encore pu en percer le secret, la Tour est restée inanimée. Parallèlement, des rumeurs courent à l'Empire sur les Dragons, créatures divines liées à la Tour, armes ultimes des Anciens.
Récemment, la Tour a regagné une activité, en même temps qu'un Dragon ait été aperçu...
Dans ce monde post-apocalyptique (la scène se situe dans un canyon, recouvert de sable jaune évoquant un désert aride), le héros, Kyle, et deux de ses compagnons, chevauchent leurs montures (qui ressemblent à un croisement entre un cheval et un chameau). Soudain, un aéronef (une sorte de bateau pourvu d'énormes rames qui lui permettent de voler) appartenant à l'Empire survole le groupe, et semble se diriger vers une grotte plus loin. C'est alors que le groupe est attaqué par des créatures souterraines. Kyle est contraint de se réfugier dans la fameuse grotte.
À l'intérieur, Kyle découvre une sorte de laboratoire abandonné depuis des millénaires, servant à créer divers monstres. Il se retrouve nez à nez avec une bête féroce, mais qui est écrasée par un rocher, tombé à la suite d'une explosion à l'extérieur. Un Dragon noir chevauché descend de l'ouverture créée par la déflagration, et s'enfonce dans la grotte, talonné de près par un autre Dragon et son cavalier, un Dragon bleu. L'affrontement des deux cause une explosion qui détruit la grotte, mais Kyle réussit à s'en échapper.
Il se retrouve en haut d'un plateau rocheux, et contemple, dans une plaine en contrebas, le combat des deux Dragons. C'est alors que, profitant d'un moment d'inattention, le Chevaucheur du Dragon bleu est abattu. Le Dragon, portant son maître agonisant, atterrit à côté de Kyle. Le Chevaucheur tend la main vers ce dernier et une connexion mentale entre les 3 êtres se crée : des images mentales envahissent Kyle, il voit une Tour, au milieu d'un océan. Kyle, guidé par le Dragon bleu, doit à tout prix empêcher le Dragon noir d'atteindre la Tour. Le Chevaucheur s'effondre. Kyle décide de le venger, prend le pistolet du défunt, monte sur le dos du Dragon, et s'envole, vers les lointaines contrées hostiles, vers la Tour.
Il sera confronté plusieurs fois au Dragon noir, mais aussi aux forces de l'Empire qui tenteront d'intercepter le Dragon et de prendre possession de la Tour...

## Le déroulement du jeu
- Gameplay : Sur l'écran, le joueur peut déplacer son viseur, et ainsi verrouiller les cibles qui passent. Une pression sur le bouton A fait tirer à Kyle un coup de son pistolet, mais une pression continue puis relacée sur le bouton fait partir des rayons laser surpuissants de la bouche du Dragon. Les flèches directionnelles, en même temps que le viseur, font se déplacer le Dragon en haut, en bas, à droite et à gauche de l'écran, afin d'éviter les tirs ennemis.

Le but est de rester vivant jusqu'à la fin du niveau, tout en abattant un maximum d'ennemis.

### Les niveaux
Le joueur doit donc traverser 6 niveaux, chacun pourvu d'un boss, et finalement un dernier niveau consacré au boss final, le Dragon noir.
- Le 1er niveau se déroule au-dessus d'un grand lac, duquel émergent d'anciennes arches et colonnes. Le boss de fin est un aéronef Impérial, tel qu'on l'a vu dans cinématique d'introduction.
- Le 2e niveau se passe d'abord dans un désert. Le héros est attaqué par des Vers géants, puis il s'engouffre dans une longue caverne. À la sortie, le Dragon noir l'attend pour un premier affrontement.
- Le 3e niveau est un site d'excavation appartenant à l'Empire, le boss étant un vaisseau Impérial d'assaut.
- Le 4e niveau se déroule dans les conduits mystérieux des ruines que l'Empire exploitait dans le précédent niveau. Le boss est un Gardien, bio-mécanique, probablement un des restes de l'Ancien Âge.
- Le 5e niveau se passe au-dessus d'une forêt et vous devez anéantir toute une flotte Impériale. Le boss qui vous attend est une station volante Impériale.
- Le 6e et dernier niveau régulier, se passe au cœur même de la Capitale Impériale, vous pourchassez le Dragon Noir, tout en étant assailli par des créatures bio-mécanique de l'Ancien Âge, lancés par la Tour pour vous arrêter.
- Dernier niveau : le Dragon noir a atteint la Tour, qui l'a transformé en une arme quasi-imbattable...Sauf peut-être pour un Dragon bleu, ennemi de la Tour et de l'Ancien Âge.
- La fin : le Dragon noir est abattu. Le Dragon bleu s’apprête à remplir sa dernière mission. Il s'engouffre dans la Tour. Kyle est enveloppé dans une sphère d'énergie et éloigné du Dragon. Le Dragon fait finalement exploser la Tour, en utilisant ses dernières forces. Mais est-ce pour autant la fin du Dragon...?

## Équipe de développement
- Character Design : Manabu Kusunoki, Moebius (non crédité)
- Programmeur système : Hidetoshi Takeshita
- Programmeur principal : Junichi Suto
- Tool Producer : Kengo Naka
- Map Structures/Enemy Setting : Akira Terasawa, Katsuhiko Yamada
- Programmeurs : Hitoshi Nakanishi, Kengo Naka, Hiroshi Yamazaki, Asaya Yamazaki
- Model Design Dragon : Manabu Kusunoki
- Character Model Production/Effects : Kentaro Yoshida, Masaya Kishimoto, Takashi Iwade
- Background Model Production : Misaka Kitamura
- Graphismes décors : Yumiko Kayashima
- Design écran titre : Takashi Iwade
- Sega Logo Man Design : Kentaro Yoshida
- Opening CG Production : Manabu Kusunoki, Misaka Kitamura, Takashi Iwade
- Illustrations fin de jeu : Ryoshiro Kutsuzawa
- Musique : Yoshitaka Azuma
- Orchestration : Tomoyuki Hayashi
- Effets sonores, réalisateur son : Tomonori Sawada

## L'univers vidéo-ludique
À la suite du succès fulgurant de ce jeu, deux suites tout aussi réussies et populaires sur Saturn ont vu le jour : sortis respectivement en mars 1996 et janvier 1998 au Japon, Panzer Dragoon II Zwei et Panzer Dragoon Saga (nommé au Japon Azel Panzer Dragoon RPG) ont contribué, surtout « Azel... », à faire de Panzer Dragoon une saga culte du jeu vidéo.
Panzer Dragoon II Zwei est un rail Shooting très semblable au premier Panzer Dragoon, mais Panzer Dragoon Saga, comme l'indique son titre japonais, est un grand RPG, une fresque épique, qui dans son système rend en quelque sorte hommage aux précédents Shootings...
Un quatrième jeu a vu le jour en décembre 2002 sur Xbox, nommé Panzer Dragoon Orta.

## À noter
- Il est disponible intégralement dans Panzer Dragoon Orta, après avoir été débloqué.
- Le jeu entretient des similarités avec l'univers de Moebius, notamment sa bande dessinée Arzach. Bien que non crédité, il prit part à la préproduction du jeu. Manabu Kusunoki, chargé des illustrations préparatoires au jeu, était un fan de Moebius. Ce dernier a été un temps pressenti pour travailler sur l'univers graphique du jeu : le projet n'a pour aboutir pour des raisons budgétaires[5].
- Le système du jeu a directement inspiré un autre jeu sur Dreamcast, édité par Sega et développé par UGA en 2001, nommé Rez, un jeu hybride, mi-shoot 'em up, mi-œuvre psychédélique et musicale.
- Un remake développé par Forever Entertainment a été annoncé à l'E3 2019[6]. Il est sorti le 26 mars 2020 sur Nintendo Switch[7].